# Lukovo Brdo
Lukovo Brdo es un pueblo ubicado en la municipalidad de Kakanj, en el cantón de Zenica-Doboj, Bosnia y Herzegovina.

## Superficie
Posee una superficie de 0,91 kilómetros cuadrados.

## Demografía
Hasta 2013 la población era de 49 habitantes, con una densidad de población de 53,9 habitantes por kilómetro cuadrado.